# سوینگتون
سوینگتون (به انگلیسی: Sevington) یک روستا و محله مدنی در بریتانیا است که در Ashford واقع شده‌است. سوینگتون ۰٫۷۶ کیلومتر مربع مساحت و ۳۱۰ نفر جمعیت دارد.